# Allison Francioni
Allison Cittadin Francioni (Fortaleza, 1 de outubro de 1993) é um jogador de voleibol de praia do Brasil medalha de ouro no Campeonato Mundial de Voleibol de Praia Sub-21 de 2013.

## Carreira
Allison é cearense de nascimento e com apenas dois anos de idade mudou-se para Joinville-SC, local onde sua trajetória inicia aos 13 anos em Joinville, supervisionado pelo professor Sílvio Rodrigues, referência na formação de atletas de Santa Catarina; sendo revelado  nas categorias de base da Fundação de Esportes, Lazer e Eventos de Joinville (Felej) e conheceu e treinou com o ex-voleibolista indoor da seleção Brasileira Kid.
Desde 2011 é solicitado para treinar com a seleção brasileira no Centro de Treinamento da Confederação Brasileira de Voleibol em Saquarema.  Em 2012 representou Criciúma Jasc, mesmo ano que  ao lado de Victor Bervian Neves, representando os catarinenses pela FAPAG na Liga do Desporto Universitário de Vôlei de Praia.
Ainda em 2012 chegou a final da etapa de Brasília do Circuito Sub-21 Banco do Brasil  ao lado do carioca Anderson Melo, perdendo para os irmãos Marcus e Guto Carvalhaes.  Foi pré-convocado para a Seleção Brasileira de Praia  Sub-21 em 2012.
Na temporada de 2013 disputou o Campeonato Mundial de Vôlei de Praia Sub-21, ou seja, na categoria juvenil, compondo parceria com Guto Carvalhaes em Umago, ambos atletas da Fundação Municipal de Esportes e Lazer (FMEL) de  Itajaí, título que desde 2006 que uma dupla no masculino não conquistava para o Brasil.
Obteve o vice-campeonato na  primeira etapa de 2013 do Circuito Sub-21 Banco do Brasil Verão ocorrida no Rio de Janeiro jogando ao lado do representante da Paraíba:  Léo Morais, perdendo para a dupla Saymon e Fábio Bastos.
Em  março de 2013 formando dupla com o cearense Fábio Bastos conquistaram a segunda etapa  disputada em Campinas do Circuito Sub-21 Banco do Brasil Verão vencendo  a dupla  Saymon e  Léo Morais.
Em 2013 na etapa de Brasília do Circuito Sub-21 Banco do Brasil Verão, na arena montada na AABB, situada no Setor de Clubes Esportivos Sul, ao lado de Fábio Bastos passa pela semifinal ao derrotar a dupla Saymon e Léo Morais na por 2x1(21/17, 16/21 e 15/9) e na final equilibrada derrotaram Renan e Miranda, por 2x0 (26/24 e 21/18).
Allison foi convocado para a Seleção Catarinense de Vôlei de Praia Sub-21 para disputar em agosto de 2013 o Campeonato Brasileiro de Seleções Estaduais Sub-21 de Vôlei de Praia e ao lado de Alanson disputou a segunda etapa dessa competição ocorrida em Fortaleza, melhorando de colocação  ao terminar em terceiro lugar derrotando a dupla Rennan e Miranda.
Ainda pelo Campeonato Brasileiro de Seleções Estaduais Sub-21 de Vôlei de Praia, competiu na terceira  etapa realizada em Cabo Frio jogando ao lado de Javã termina na décima nona  colocação.
Continuando sua trajetória pelo ano de 2013, Allison disputou a etapa brasileira do Circuito Sul-Americano ao lado do Guto Carvalhaes e terminou na quinta colocação. Na etapa  de Fortaleza do Circuito Banco do Brasil Sub-21 termina a terceira colocação com seu parceiro Guto Carvalhaes.
Entre os principais resultados de sua carreira estão: campeão da Etapa do Rio de Janeiro (RJ) do Circuito Banco do Brasil Sub-23 de 2013, vice em Campo Grande (MS) e terceiro em Vitória (ES), campeão das Etapas Verão de Campinas (SP) e Brasília (DF) pelo Circuito Banco do Brasil Sub-21 de 2013 e campeão da Etapa 1 de Campinas (SP) do Circuito Banco do Brasil Nacional da temporada 2013/2014 e o bronze na Etapa 2 de Campinas (SP). Recentemente foi campeão da etapa de Macaé (RJ) do Circuito Sul-Americano 2014, além dos bronzes obtidos neste Circuito nas etapas do Chile e Peru e foi bronze também na edição do Super Praia B de 2014, realizado em Salvador-BA.

## Títulos e resultados
- 2014- 3º lugar do Super Praia[2]
- 2014- Campeão da Etapa de Macaé (RJ) do Circuito Sul-Americano de Vôlei de Praia[2]
- 2014- 3º lugar da Etapa do Chile do Circuito Sul-Americano de Vôlei de Praia[2]
- 2014- 3º lugar da Etapa do Peru do Circuito Sul-Americano de Vôlei de Praia[2]
- 2013-14-3º lugar da Etapa 2 de Campinas do Circuito Banco do Brasil Nacional[2]
- 2013-14-Campeão da Etapa 1 de Campinas do Circuito Banco do Brasil Nacional[2]
- 2012- Vice-campeão da  etapa de Brasília do Circuito Sub-21 Banco do Brasil[6]
- 2013- Vice-campeão da  etapa  do Rio de Janeiro do Circuito Sub-21 Banco do Brasil Verão[10]
- 2013- Campeão da  etapa  de Campinas do Circuito Sub-21 Banco do Brasil Verão[2][11]
- 2013- Campeão da  etapa  de Brasília  do Circuito Sub-21 Banco do Brasil Verão[2][13]
- 2013- Campeão da Etapa do Rio de Janeiro do Circuito Banco do Brasil Sub-23[2]
- 2013- Vice-campeão da Etapa de Campo Grande do Circuito Banco do Brasil Sub-23[2]
- 2013- 3º lugar da Etapa de Vitória do Circuito Banco do Brasil Sub-23[2]
- 2013- 3º Lugar da etapa de Fortaleza do Campeonato Brasileiro de Seleções Estaduais Sub-21 de Vôlei de Praia[14]
- 2013- 19º Lugar da etapa de Cabo Frio do Campeonato Brasileiro de Seleções Estaduais Sub-21 de Vôlei de Praia[15]
- 2013-5º Lugar da etapa brasileira do Circuito Sul-Americano de Vôlei de Praia[16]
- 2013- 3º Lugar da etapa de Fortaleza do Circuito Banco do Brasil Sub-21[17]

## Premiações individuais
[carece de fontes?]